# Gobioidei
Sous-ordre
Les Gobioidei sont un sous-ordre de poissons osseux, dont de nombreuses espèces (notamment celles de la famille des Gobiidae) sont appelées « gobies ». 

## Liste des familles
Selon ITIS (19 mai 2014) :
- famille des Eleotridae
- famille des Gobiidae, les « vrais gobies »
- famille des Kraemeriidae
- famille des Microdesmidae, les « poissons-lombrics »
- famille des Odontobutidae
- famille des Rhyacichthyidae
- famille des Schindleriidae
- famille des Xenisthmidae

La phylogénie de ce groupe est encore peu claire, et il n'y a pas de consensus sur World Register of Marine Species.

## Gobie de la mer Rouge
Sous le nom vernaculaire de « gobie de la mer Rouge » il existe une quarantaine d'espèces de gobies qui vivent en symbiose avec des crevettes du genre Alpheus. Parmi ceux-ci, Amblyeleotris steinitzi (Gobie commensal) qui s'associe avec la crevette Alpheus djeddensis.
Cette symbiose se présente comme suit : le gobie commence par aménager son terrier puis s'associe à la crevette, bonne excavatrice mais aveugle, qui va s'occuper de creuser le terrier, de le nettoyer et de le réaménager en permanence. Le gobie lui offre le surplus de ses aliments. La crevette grâce à ses antennes communique avec le gobie qui lui donne l'alerte ou la rassure grâce aux mouvements spécifiques de ses nageoires.